# 朱洪声
朱洪声，中国天主教神父，耶穌會神父。

## 生平
朱洪声神父出生于中国上海，世代信仰天主教。其父朱季琳。著名企业家朱志尧和海门教区主教朱开敏均为其伯父，著名民国教育家和复旦大学创始人马相伯也为其舅公。1933年，少年朱洪声随主教伯父去欧洲朝圣，便留在比利时入读当地的耶稣会中学，后来在法国进入耶稣会，1944年被祝圣为神父，曾游学爱尔兰和美国。。1947年至1949年任徐汇中学理学（教务长）。1950年任君王堂副本堂神父，1955年9月8日夜，朱洪声神父和龚品梅主教、和其他30多名神父同时被捕。1960年3月17日被判刑，刑期满后留场就业，1979年初，朱洪声和陈天祥、朱树德等人被告秘密组织地下教会，1980年3月组织信徒赴上海佘山朝圣。1981年11月19日，上海市公安局按照中华人民共和国公安部的命令，将其作为“朱洪声反革命集团案”的首要分子执行逮捕。1983年3月21日，上海市中级人民法院公开审理“朱洪声反革命集团案”，指责朱制造“佘山圣母发光”政治事件，判处有期徒刑15年。1987年9月，又“根据公安部指示”，将朱洪声减刑释放。
1993年7月6日，朱洪声神父在上海一家医院去世。去世前不久的一天，有关政府部门在医院向朱洪聲神父及家属宣告了撤销所有判决的通知书，并给予“平反”。